# Solomon Cherechevski
Solomon Veniaminovitch Cherechevski (russe : Соломон Вениаминович Шерешевский; retranscrIt à l'anglaise : Solomon Veniaminovich Shereshevsky ; 1892-1958), aussi appelé Veniamin ou simplement Ш (Sh), est un journaliste russe synesthète probablement doté d'une mémoire eidétique.

## Graphie
Son nom se trouve aussi orthographié D.C. Cherechevski.

## Étude de cas
Cherechevski a participé à plusieurs études comportementales, la plupart réalisées par le neuropsychologue Alexandre Louria sur une période de 30 ans. Il le rencontra après un événement anecdotique, au milieu des années 1920, lors duquel on avait remarqué qu'il ne prenait pas de notes pendant qu'il assistait à une réunion de travail. À la grande surprise de tous les participants présents (et la sienne en voyant que les autres n'avaient pas ses capacités), il put se rappeler le discours de la réunion au mot près.
Au cours de sa vie, on lui fit exécuter diverses tâches de mémorisation : de formules mathématiques complexes, de grandes matrices, et même de poèmes dans des langues étrangères qu'il ne parlait pas au préalable, le tout avec une grande précision avec seulement quelques minutes de préparation.
Sur la base de cette étude, Alexandre Louria diagnostiqua chez Cherechevski une très forte version de synesthésie, dite quintuple, dans laquelle une stimulation d'un sens provoquait une réaction chez chacun des autres. Par exemple, si  Cherechevski entendait un son, il associait immédiatement une couleur, le toucher déclenchait une sensation de goût et ainsi de suite pour chacun de ses sens.

Les images que sa synesthésie provoquait, l'aidaient généralement à mémoriser. Par exemple, quand il pensait à un nombre, il rapportait : 
Prenez le nombre 1. Il est fier, un homme bien bâti; le 2 une femme avec une haute spiritualité, le 3 une personne triste, le 6 un homme avec un pied enflé, le 7 un homme avec une moustache, le 8 une femme forte - un sac dans un sac. Pour le nombre 87, ce que je vois est une grosse femme et un homme qui entortille sa moustache.
La liste de représentations ci-dessus est cohérente avec l'idée d'une forme de synesthésie connue en tant que personnification ordinale linguistique mais est aussi liée à une technique de mémorisation très connue appelée chiffres-forme où chaque chiffre est associé à une image qui lui ressemble. Louria ne faisait pas une distinction claire entre capacités propres à Cherechevski et les techniques de mémorisation standards.

## Théâtre
L'histoire de Solomon Cherechevski a fait l'objet d'une adaptation au théâtre par Peter Brook sous le titre Je suis un phénomène, en 1998, avec Maurice Bénichou dans le rôle-titre.